# Gérard Mannoni (critique musical)
Pour les articles homonymes, voir Gérard Mannoni et Mannoni.
Gérard Mannoni, né en France en 1939, est un critique musical et chorégraphique français (presse écrite et radio), auteur d'ouvrages de référence sur les thèmes de la danse et de l'opéra.

## Biographie
Gérard Mannoni a longtemps été critique musical et chorégraphique dans les journaux Combat, Le Quotidien de Paris, les revues Classica, Opéra Magazine, L’Avant-Scène-Opéra-danse et le magazine Elle, ainsi que comme producteur de radio à France Culture et France Musique. Il a publié plusieurs ouvrages sur la danse et les danseurs, notamment Les Grandes Étoiles du XXe siècle, Les Grands Chorégraphes du XXe siècle, et, en collaboration avec Agnès Letestu, Danseuse étoile,, sans oublier Le Marquis de Cuevas et des livres sur Roland Petit entre autres.
Il évoque également en 2018 ses souvenirs dans le livre Une vie à l’Opéra. Souvenirs d'un critique,,.